# 郡國
郡國，漢代朝廷行政區名和諸侯封地行政區名。
郡直屬天子，長官為太守。國是諸侯的封地，長官為朝廷任命的國相，封地的君主多無實權。郡、國兩者地位相等，所以「郡」「國」並稱。亦泛稱行政區。

## 出處
- 《漢書·雋不疑傳》：「武帝末，郡國盜賊群起。」
- 杜甫《蠶谷行》：「天下郡國向萬城，無有一城無甲兵。」